# Mistrzostwa Świata w Kolarstwie Przełajowym 2008
59. Mistrzostwa Świata w Kolarstwie Przełajowym odbyły się w dniach 26–27 stycznia 2008 roku we włoskiej miejscowości Treviso.

## Medaliści
| Konkurencja:                | Złoto:            | Czas      | Srebro:        | Czas     | Brąz:              | Czas     |
| Klasyfikacja mężczyzn       |                   |           |                |          |                    |          |
| Elite (27 stycznia 2008)    | Lars Boom         | 1:05:27 h | Zdeněk Štybar  | + 0:05 m | Sven Nys           | + 0:06 m |
| U-23 (26 stycznia 2008)     | Niels Albert      | 51:11 m   | Aurélien Duval | + 0:38 m | Cristian Cominelli | + 0:46 m |
| Juniorzy (26 stycznia 2008) | Arnaud Jouffroy   | 40:30 m   | Peter Sagan    | + 0:01 m | Lubomír Petruš     | + 0:04 m |
| Klasyfikacja kobiet         |                   |           |                |          |                    |          |
| Elite (27 stycznia 2008)    | Hanka Kupfernagel | 45:15 m   | Marianne Vos   | + 0:13 m | Laurence Leboucher | + 0:17 m |

## Szczegóły

### Zawodowcy
| Medal | Zawodnik              | Narodowość | Czas      |
| ----- | --------------------- | ---------- | --------- |
|       | Lars Boom             | Holandia   | 1:05:27 h |
|       | Zdeněk Štybar         | Czechy     | + 0:05    |
|       | Sven Nys              | Belgia     | + 0:06    |
| 4     | Erwin Vervecken       | Belgia     | + 0:09    |
| 5     | Radomír Šimůnek       | Czechy     | + 0:10    |
| 6     | Marco Aurelio Fontana | Włochy     | + 0:10    |
| 7     | Sven Vanthourenhout   | Belgia     | + 0:10    |
| 8     | Christian Heule       | Szwajcaria | + 0:12    |
| 9     | John Gadret           | Francja    | + 0:12    |
| 10    | Klaas Vantornout      | Belgia     | + 0:12    |

### U-23
| Medal | Zawodnik           | Narodowość | Czas    |
| ----- | ------------------ | ---------- | ------- |
|       | Niels Albert       | Belgia     | 51:11 m |
|       | Aurélien Duval     | Francja    | + 0:38  |
|       | Cristian Cominelli | Włochy     | + 0:46  |
| 4     | Jonathan Lopez     | Francja    | + 0:47  |
| 5     | Clément Bourgoin   | Francja    | + 0:48  |
| 6     | Lukáš Klouček      | Czechy     | + 0:53  |
| 7     | Fabio Ursi         | Włochy     | + 1:05  |
| 8     | Guillaume Perrot   | Francja    | + 1:31  |
| 9     | Paul Voss          | Niemcy     | + 1:39  |
| 10    | Ramon Sinkeldam    | Holandia   | + 1:39  |

### Juniorzy
| Medal | Zawodnik        | Narodowość        | Czas    |
| ----- | --------------- | ----------------- | ------- |
|       | Arnaud Jouffroy | Francja           | 40:30 m |
|       | Peter Sagan     | Słowacja          | + 0:01  |
|       | Lubomír Petruš  | Czechy            | + 0:04  |
| 4     | Elia Silvestri  | Włochy            | + 0:54  |
| 5     | Matthias Rupp   | Niemcy            | + 0:55  |
| 6     | Pierre Garson   | Francja           | + 1:07  |
| 7     | Stef Boden      | Belgia            | + 1:08  |
| 8     | Sean De Bie     | Belgia            | + 1:11  |
| 9     | Jonathan Cessot | Francja           | + 1:11  |
| 10    | Luke Keough     | Stany Zjednoczone | + 1:12  |

### Kobiety
| Medal | Zawodnik                   | Narodowość        | Czas    |
| ----- | -------------------------- | ----------------- | ------- |
|       | Hanka Kupfernagel          | Niemcy            | 45:15 m |
|       | Marianne Vos               | Holandia          | + 0:13  |
|       | Laurence Leboucher         | Francja           | + 0:17  |
| 4     | Christel Ferrier-Bruneau   | Francja           | + 0:26  |
| 5     | Maryline Salvetat          | Francja           | + 0:52  |
| 6     | Mirjam Melchers-Van Poppel | Holandia          | + 0:58  |
| 7     | Wendy Simms                | Kanada            | + 1:04  |
| 8     | Daphny van den Brand       | Holandia          | + 1:09  |
| 9     | Rachel Lloyd               | Stany Zjednoczone | + 1:23  |
| 10    | Caroline Mani              | Francja           | + 1:42  |

## Tabela medalowa
| Miejsce | Państwo  |   |   |   |   |
| ------- | -------- | - | - | - | - |
| 1.      | Francja  | 1 | 1 | 1 | 3 |
| 2.      | Holandia | 1 | 1 | 0 | 2 |
| 3.      | Belgia   | 1 | 0 | 1 | 2 |
| 4.      | Niemcy   | 1 | 0 | 0 | 1 |
| 5.      | Czechy   | 0 | 1 | 1 | 2 |
| 6.      | Słowacja | 0 | 1 | 0 | 1 |
| 7.      | Włochy   | 0 | 0 | 1 | 1 |